# Blekag
Blekag (Cyperus eragrostis) är en halvgräsart som beskrevs av Jean-Baptiste de Lamarck. Enligt Catalogue of Life ingår Blekag i släktet papyrusar och familjen halvgräs, men enligt Dyntaxa är tillhörigheten istället släktet papyrusar och familjen halvgräs. Arten förekommer tillfälligt i Sverige, men reproducerar sig inte. Inga underarter finns listade i Catalogue of Life.

## Bildgalleri

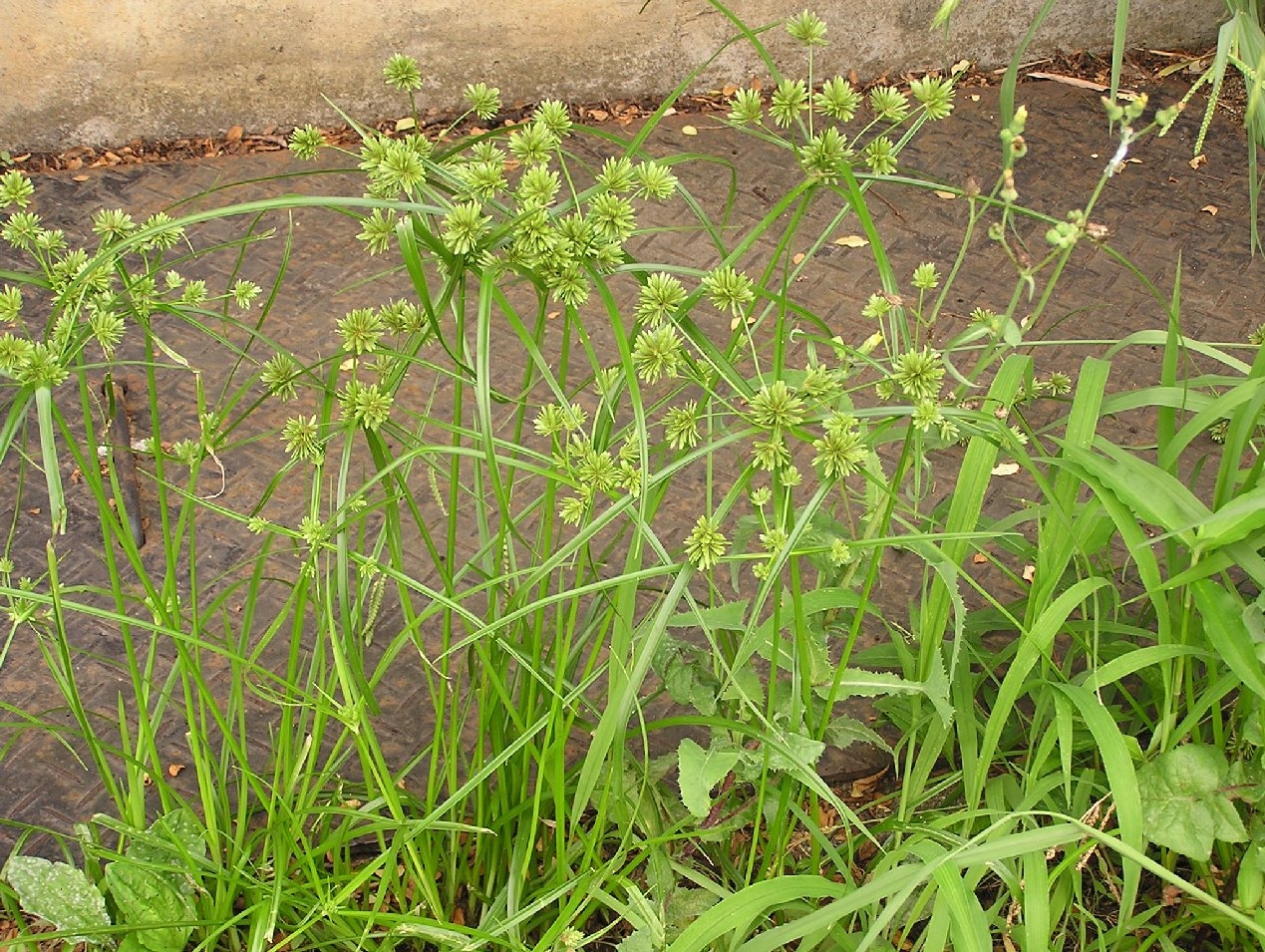
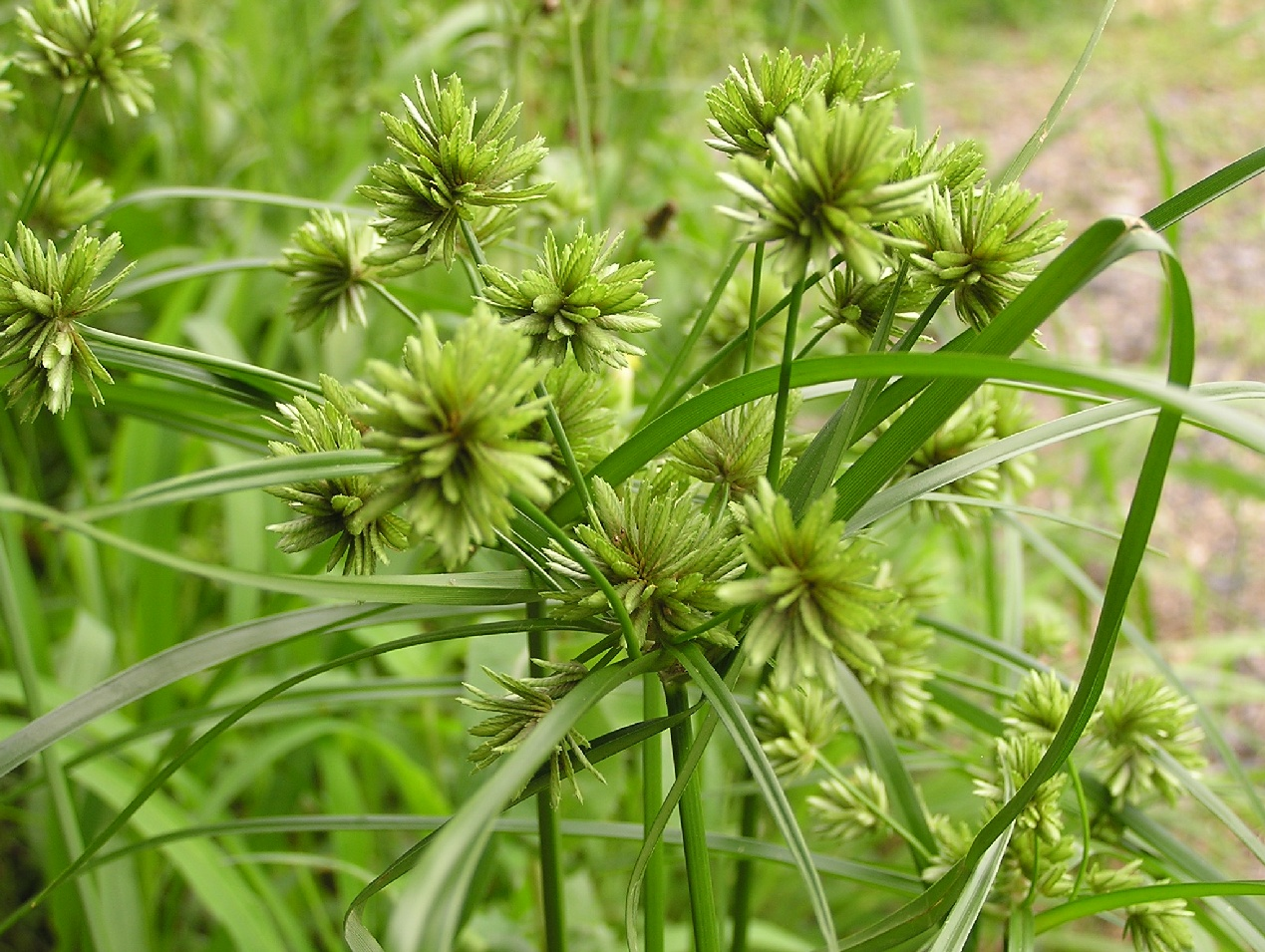
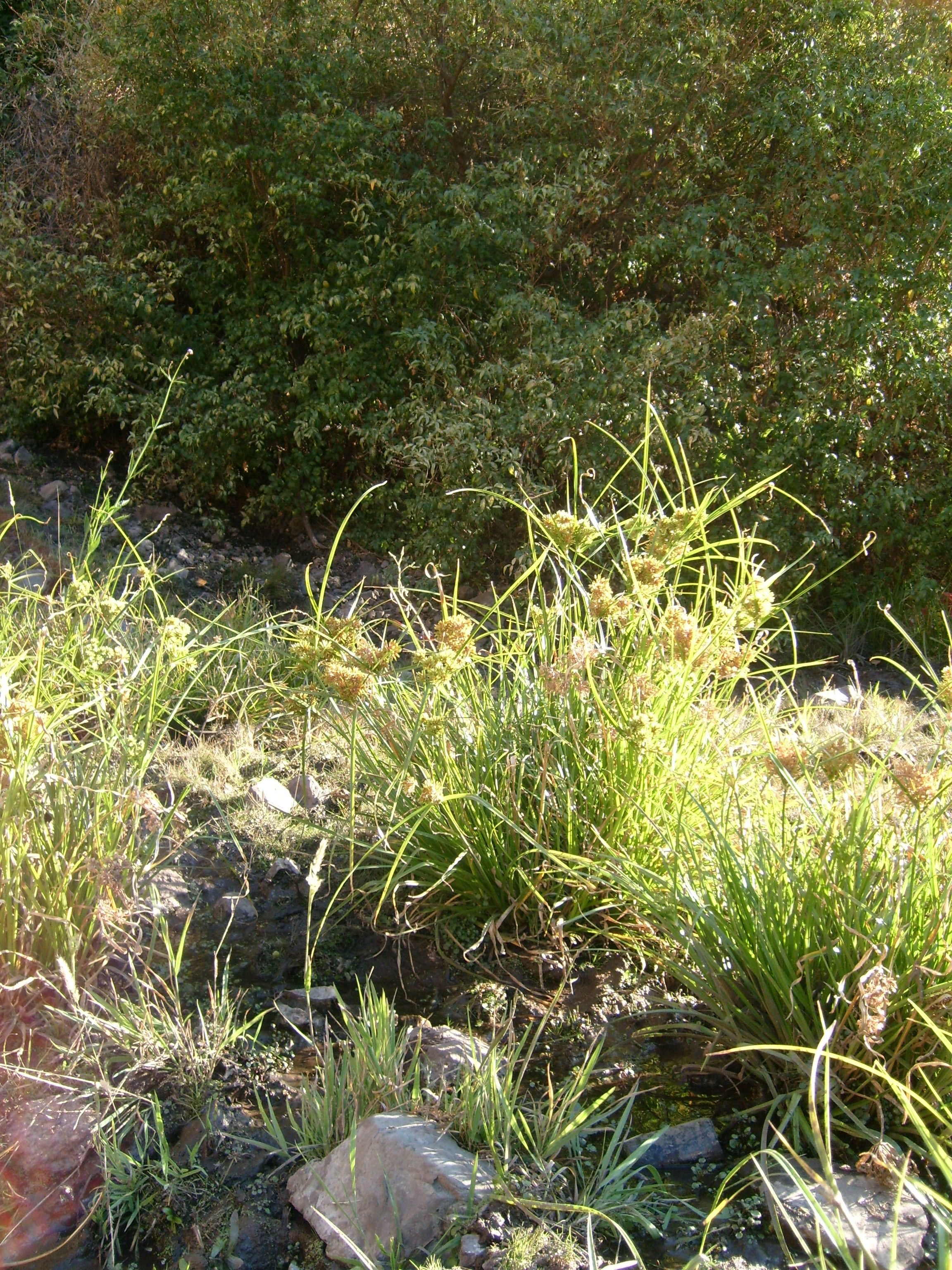
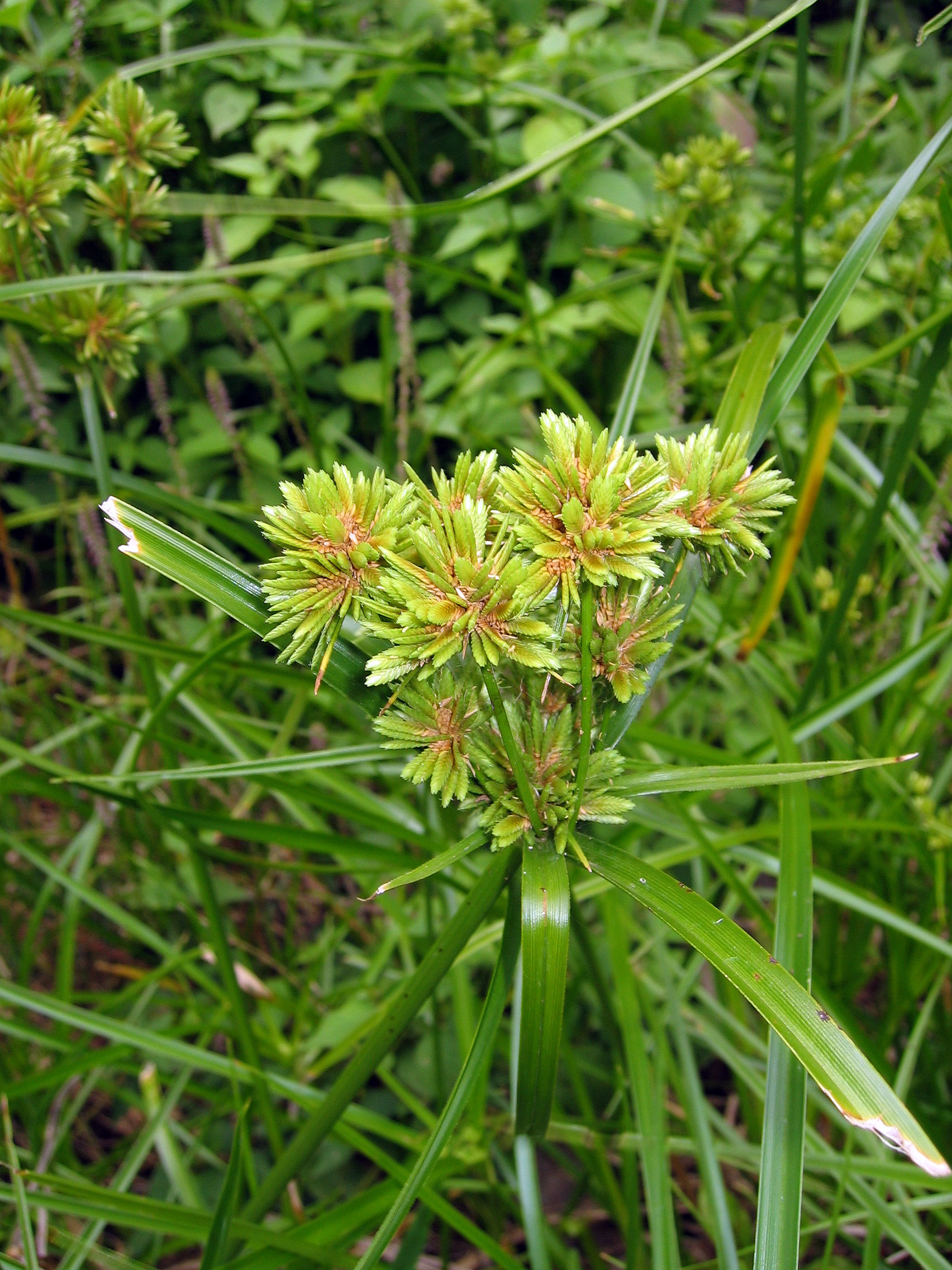
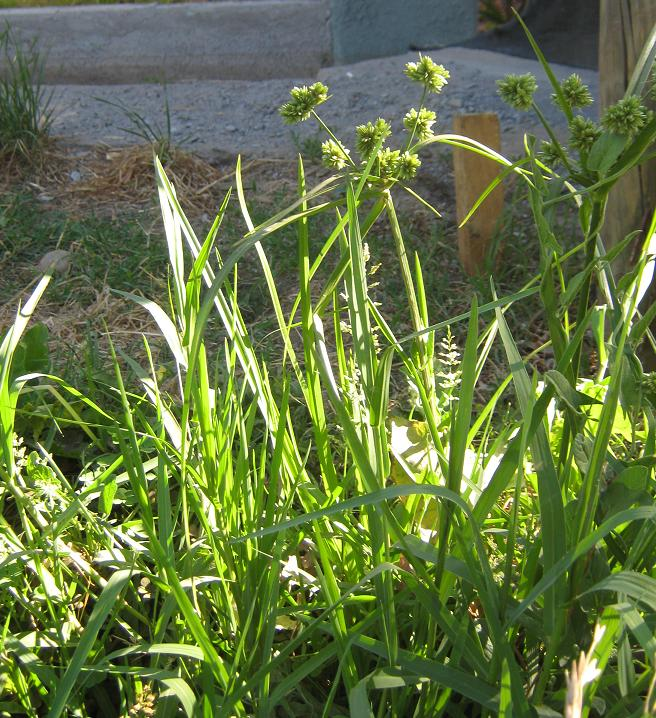
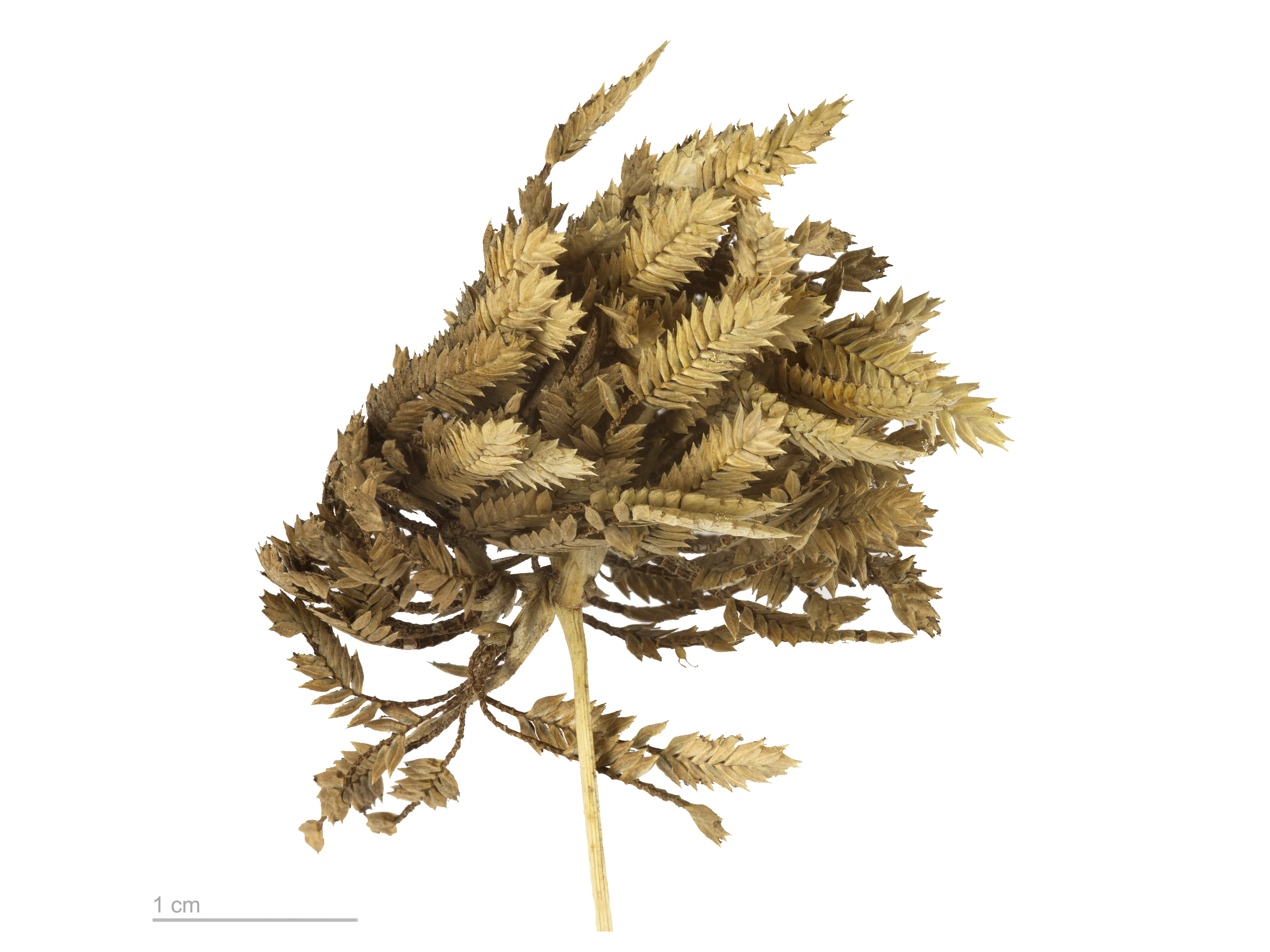
Cyperus eragrostis - Museum specimen